# 俳句研究
『俳句研究』（はいくけんきゅう）は、かつて刊行されていた日本の俳句雑誌。1934年創刊。その後何回か休刊と復刊を繰り返し、2011年8月が最終発行となっている。

## 沿革
1934年（昭和9年）に改造社より創刊。改造社の一時解散に伴い、1944年（昭和19年）6月に終刊。同年11月に目黒書店から復刊。
戦後も引き続き目黒書店や巣枝堂書店から刊行を続けたが、経営や編集が安定せず、1952年（昭和27年）4月に俳句研究社へ引き継がれる。その俳句研究社、俳句研究新社発行時代、高柳重信編集により、大正以降の俳句についての特集が計画的に組まれ、新人発掘にも力を入れ、坪内稔典、澤好摩、夏石番矢などを輩出。それ以前にも山本健吉などが編集を手がけ、俳句業界では数少ない俳句総合誌として定着した。1986年（昭和61年）には角川書店が同誌を買収し、同じ角川グループの富士見書房が発行する体制が取られた。
2007年（平成19年）9月号をもって富士見書房での発行が休止されるが、その後同じ角川グループの角川SSコミュニケーションズが発行を引き継ぎ翌2008年（平成20年）3月から季刊で発行を再開した。角川SSコミュニケーションズは2011年1月1日付で角川マーケティングに吸合併され、本誌の取り扱いも継承された。
しかし、2011年8月31日発売の秋号を最後に再び休刊することが発表された。休刊の理由は「角川グループ内で短歌・俳句文芸の業務を角川学芸出版に集約することに伴うもの」と説明された。